# Pablo Contreras
Pablo Andrés Contreras Fica (født 11. september 1978 i Santiago, Chile) er en chilensk tidligere fodboldspiller (midterforsvarer).
Contreras spillede gennem sin karriere 66 kampe og scorede to mål for Chiles landshold. Han var en del af landets trup til VM 2010 i Sydafrika, hvor han spillede to af chilenernes fire kampe, samt til tre udgaver af Copa América.
På klubplan startede Contreras karrieren hos Colo-Colo i hjemlandet, og vandt to chilenske mesterskaber med klubben. Herefter skiftede han til franske AS Monaco, hvor han i år 2000 var med til at vinde det franske mesterskab. Han spillede sidenhen en årrække i blandt andet Spanien for Celta Vigo og i Grækenland for både PAOK Saloniki og Olympiakos.

## Titler
Primera División de Chile
- 1997 (Clausura) og 1998 med Colo-Colo

Ligue 1
- 2000 med AS Monaco

Fransk Super Cup
- 2000 med AS Monaco

Portugisisk Super Cup
- 2002 med Sporting Lissabon

Grækenlands Super League
- 2013 med Olympiakos

Græsk Pokalturnering
- 2013 med Olympiakos